# Lewis Selye

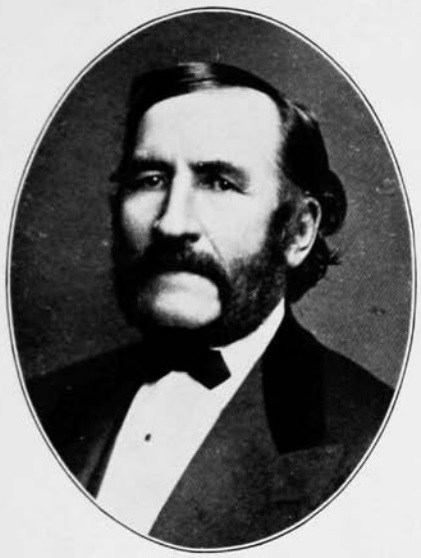
Lewis Selye

Lewis Selye (* 11. Juli 1803 in Chittenango, New York; † 27. Januar 1883 in Rochester, New York) war ein US-amerikanischer Politiker. Zwischen 1867 und 1869 vertrat er den Bundesstaat New York im US-Repräsentantenhaus.

## Werdegang
Lewis Selye besuchte Gemeinschaftsschulen. Er machte eine Lehre zum Schmied. 1824 zog er dann nach Rochester, wo er der Herstellung von Eisen nachging. Er saß mehrere Amtszeiten im Bezirksrat vom Monroe County. 1841 wurde er zum Alderman gewählt. Er saß 1843, 1856 und 1871 im Common Council. Zwischen 1848 und 1851 sowie 1854 war er County Treasurer im Monroe County.
Bei den Kongresswahlen des Jahres 1866 für den 40. Kongress wurde Selye als unabhängiger Republikaner im 28. Wahlbezirk von New York in das US-Repräsentantenhaus in Washington, D.C. gewählt, wo er am 4. März 1867 die Nachfolge von Roswell Hart antrat. Er schied nach dem 3. März 1869 aus dem Kongress aus.
1868 gründete er den Rochester Daily Chronicle, welcher 1870 mit dem Rochester Democrat and Chronicle fusionierte. Er war Trustee von der Monroe County Savings Bank. Am 27. Januar 1883 verstarb er in Rochester. Sein Leichnam wurde dann auf dem Mount Hope Cemetery beigesetzt.